# 梅盧科區

梅盧科區（英語：Meluco District）是莫桑比克的一个行政區，位於該國北部，由德爾加杜角省負責管轄，首府設於梅盧科，面積5,799平方公里，2015年人口26,221，人口密度每平方公里4.5人。